# Vars (Haute-Saône)
Vars település Franciaországban, Haute-Saône megyében. Lakosainak száma 184 fő (2022. január 1.). Vars Champlitte, Montigny-Mornay-Villeneuve-sur-Vingeanne, Pouilly-sur-Vingeanne, Auvet-et-la-Chapelotte, Écuelle és Oyrières községekkel határos.

## Népesség
A település népessége az elmúlt években az alábbi módon változott:
| Lakosok száma | 196  | 199  | 204  | 203  | 201  | 197  | 199  | 191  | 184  |
|               | 2013 | 2015 | 2016 | 2017 | 2018 | 2019 | 2020 | 2021 | 2022 |